# Балка Вовча (притока Євсуга)
Балка Вовча — балка (річка) в Україні у Новоайдарському районі Луганської області. Ліва притока річки Євсуга (басейн Дону).

## Опис
Довжина балки приблизно 4,70 км, найкоротша відстань між витоком і гирлом — 4,29  км, коефіцієнт звивистості річки — 1,09 . На деяких ділянках балка пересихає.

## Розташування
Бере початок на південно-західній стороні від села Михайлюки. Спочатку тече на північний, а далі на південний захід і на північно-східній околиці села Дмитрівки впадає в річку Євсуг, ліву притоку річки Сіверського Дінця.

## Цікаві факти
- Проти гирла балки на правому березі річки Євсуга розташована гора Куца (132,9 м)[2].